# Andrea Roncato
Andrea Roncato (San Lazzaro di Savena, 7 marzo 1947) è un attore, comico e personaggio televisivo italiano.

## Biografia
Figlio di Bruno ed Ines Roncato, è laureato in giurisprudenza all'Università di Bologna, e  ha anche conseguito l'esame di licenza di solfeggio al conservatorio. Ha partecipato a vari corsi di recitazione, sia in Italia sia negli Stati Uniti.
Ha dato vita con Gigi Sammarchi al duo Gigi e Andrea, che dopo alcune apparizioni televisive, divenne una delle coppie più conosciute del cinema italiano, soprattutto per il loro stile scanzonato e irriverente. Con l'amico e collega è stato anche, negli anni ottanta, testimonial per la Agip Petroli e della Autobianchi Y10 4WD. Dopo l'esperienza in coppia con Sammarchi, Roncato prosegue la propria carriera recitando come solista in varie pellicole di successo, su tutte spiccano i cinepanettoni natalizi, con Massimo Boldi e Christian De Sica, Fantozzi subisce ancora di Neri Parenti (1983, in cui interpreta il ruolo dell'esilarante seduttore Loris Batacchi, che ingravida Mariangela Fantozzi, figlia del protagonista Ugo, per vincere una scommessa) e Rimini Rimini di Sergio Corbucci (1987).
Dal 2002 al 2008 interpreta l'appuntato Costante Romanò nella serie televisiva Carabinieri di Canale 5 (7 stagioni).
Nel 2008 partecipa al film Ho ammazzato Berlusconi e nello stesso anno viene pubblicato il suo libro, Ti avrei voluto, dalla casa editrice Excelsior 1881. L'anno seguente partecipa, come concorrente, al talent show di Rai 1 Ballando con le stelle.
Oltre che attore, presentatore e doppiatore, Roncato è insegnante di recitazione. È stato direttore artistico in alcune discoteche e in varie manifestazioni a scopo benefico, promotore della campagna "SOS Foca Monaca" e della campagna di sensibilizzazione raccolta delle deiezioni dei cani a Fabriano ed ambasciatore nel mondo per la difesa dei bambini disabili.
Nei primi anni 2010 torna alla notorietà come testimonial dell'integratore Egorex, in spot televisivi a rotazione nelle emittenti locali.
Nel 2024 partecipa a Il tempo è ancora nostro, primo film da regista di Maurizio Matteo Merli, figlio di Maurizio Merli con cui Roncato aveva lavorato nel film Tango blu di Alberto Lattuada. Il film è ambientato nel mondo del golf, ed è presente alla Biennale di Venezia all'81ª Mostra internazionale d'arte cinematografica di Venezia. L'anno seguente è presente, nel ruolo di se stesso, nel docufilm sulla storia della commedia italiana Il bar del cult, diretto da Mirko Zullo.

## Vita privata
Nel 1985 ebbe una breve relazione con l'attrice pornografica Moana Pozzi, che aveva conosciuto sul set de I pompieri.
Nel giugno 1997 sposa, dopo più di quattro anni di fidanzamento, la conduttrice televisiva Stefania Orlando, da cui divorzia due anni dopo, nel novembre 1999.
Il 22 ottobre 2017, dopo sette anni di fidanzamento, ha sposato a Bracciano (RM) Nicole Moscariello, madre dell'attrice Giulia Elettra Gorietti.
Grande amante degli animali, in particolare dei cani, ne possiede due, un setter di nome Padberg e un cane lupo cecoslovacco di nome Tullio, ed ha allestito un rifugio apposito per i randagi.
Roncato è inoltre cattolico e convinto oppositore dell'aborto, in quanto si è profondamente pentito di averne consentito uno: a seguito di questa esperienza ha scritto un libro dal titolo Ti avrei voluto.

## Filmografia

### Cinema
- Qua la mano, regia di Pasquale Festa Campanile (1980)
- La baraonda, regia di Florestano Vancini (1981)
- I camionisti, regia di Flavio Mogherini (1982)
- Acapulco, prima spiaggia... a sinistra, regia di Sergio Martino (1983)
- Fantozzi subisce ancora, regia di Neri Parenti (1983)
- Se tutto va bene siamo rovinati, regia di Sergio Martino (1984)
- L'allenatore nel pallone, regia di Sergio Martino (1984)
- Mezzo destro mezzo sinistro - 2 calciatori senza pallone, regia di Sergio Martino (1985)
- I pompieri regia di Neri Parenti (1985)
- Il lupo di mare, regia di Maurizio Lucidi (1987)
- Rimini Rimini, regia di Sergio Corbucci (1987)
- Tango blu, regia di Alberto Bevilacqua (1987)
- Rimini Rimini - Un anno dopo, regia di Bruno Corbucci e Giorgio Capitani (1988)
- Vacanze di Natale '90, regia di Enrico Oldoini (1990)
- Ne parliamo lunedì, regia di Luciano Odorisio (1990)
- Vacanze di Natale '91, regia di Enrico Oldoini (1991)
- Anni 90, regia di Enrico Oldoini (1992)
- Graffiante desiderio, regia di Sergio Martino (1993)
- Anni 90 - Parte II, regia di Enrico Oldoini (1993)
- Gli inaffidabili, regia di Jerry Calà (1997)
- Simpatici & antipatici, regia di Christian De Sica (1998)
- T'amo e t'amerò, regia di Ninì Grassia (1999)
- Ricordati di me, regia di Gabriele Muccino (2003)
- Tosca e altre due, regia di Giorgio Ferrara (2003)
- Così vanno le cose, regia di Francesco Bovino (2007)
- L'allenatore nel pallone 2, regia di Sergio Martino (2008)
- Ho ammazzato Berlusconi, regia di Gianluca Rossi (2008)
- Il cuore grande delle ragazze, regia di Pupi Avati (2011)
- Almeno tu nell'universo, regia di Andrea Biglione (2011)
- Napoletans, regia di Luigi Russo (2011)
- La corona spezzata, regia di Ruben Maria Soriquez (2013)
- Cornici di vita, regia di Giovanni Giordano – cortometraggio (2015)
- Cenere, regia di Simone Petralia (2015)
- 80 voglia di te, regia di Andrea Vialardi e Silvia Monga (2015)
- Mò Vi Mento - Lira di Achille, regia di Stefania Capobianco (2017)
- Felicissime condoglianze, regia di Antonio Adamo (2017)
- A.N.I.M.A. Atassia Neuro Ipofisaria Monolaterale Acuta, regia di Pino Ammendola e Rosario Montesanti (2018)
- Stato di ebbrezza, regia di Luca Biglione (2018)
- Il mio uomo perfetto, regia di Lino Sciarrone (2018)
- Notti magiche, regia di Paolo Virzì (2018)
- Famosi in 7 giorni, regia di Gianluca Vannucci (2018)
- Odissea nell'ospizio, regia di Jerry Calà (2019)
- Il Signor Diavolo, regia di Pupi Avati (2019)
- Nemici, regia di Milo Vallone (2020)
- Sotto il sole di Riccione, regia degli YouNuts! (2020)
- SelfieMania, regia di Francesco Colangelo, Elisabetta Pellini, Elly Senger-Weiss, Willem Zaeyen (2021)
- La California, regia di Cinzia Bomoll (2022)
- Diabolik - Ginko all'attacco!, regia dei Manetti Bros. (2022)
- L'amore ti salva sempre, regia di Antonio Andrisani e Vito Cea (2022)
- Vecchie canaglie, regia di Chiara Sani (2022)
- Evelyne tra le nuvole, regia di Anna Di Francisca (2023)
- L'orto americano, regia di Pupi Avati (2024)
- The Contract, regia di Massimo Paolucci (2024)
- Il tempo è ancora nostro, regia di Maurizio Matteo Merli (2024)
- Il bar del cult, regia di Mirko Zullo – docufilm (2025)

### Televisione
- Doppio misto, regia di Sergio Martino – film TV (1985)
- Don Tonino – serie TV (1988-1990)
- L'odissea, regia di Beppe Recchia – musical TV (1991)
- La voce del cuore, regia di Lodovico Gasparini – miniserie TV (1995)
- Mamma, mi si è depresso papà, regia di Paolo Poeti – film TV (1996)
- Uno di noi – serie TV, 1 episodio (1996)
- La storia di Gigi 2, regia di Luca Mazzieri e Marco Mazzieri – film TV (1997)
- I misteri di Cascina Vianello – serie TV (1997)
- Ladri si diventa, regia di Fabio Luigi Lionello – film TV (1998)
- Carabinieri – serie TV, 174 episodi (2002-2008)
- La palestra, regia di Pier Francesco Pingitore – film TV (2003)
- Crimini – serie TV, episodio 1x03 (2006)
- Il capitano – serie TV, episodi 2x05-2x06 (2007)
- Un matrimonio, regia di Pupi Avati – miniserie TV (2012)
- Il restauratore 2 – serie TV, episodio 2x08 (2014)
- Le nozze di Laura, regia di Pupi Avati – film TV (2015) - cameo
- Provaci ancora prof! – serie TV, episodio 6x04 (2015)
- Don Matteo – serie TV, episodio 10x20 (2016)
- Il bello delle donne... alcuni anni dopo – serie TV, episodio 1x04 (2016)
- L'ispettore Coliandro – serie TV, episodio 6x06 (2017)
- Il fulgore di Dony, regia di Pupi Avati – film TV (2018)
- La mitomane (Mytho) – serie TV (2019)
- Liberi tutti – serie TV (2019)
- Dreams il calore dei sogni, regia di Silvia Monga – film TV (2020)
- Un amore, regia di Francesco Lagi – miniserie TV, 4 episodi (2024)
- Giovannino Guareschi - Non muoio neanche se mi ammazzano, regia di Andrea Porporati – film TV (2025)

### Cortometraggi
- Il racconto di Ester, regia di Simone Barletta – cortometraggio (2024)

## Televisione

### Con Gigi e Andrea
- A modo mio (Rete 1, 1977)
- Io e la Befana (Rete 1, 1978-1979)
- Domenica in (Rete 1, 1978-1979)
- C'era due volte (Rete 2, 1980)
- Tutto compreso (Rete 2, 1981)
- Hello Goggi (Canale 5, 1981)
- Premiatissima '84 (Canale 5, 1984)
- Risatissima (Canale 5, 1984)
- Miss Mondo 1984 (Canale 5, 1984) – Commentatori per l'Italia
- Gigi e Andrea due comici in a...scesa (Rai 3, 1984)
- Supersanremo 1985 (Italia 1, 1985)
- Grand Hotel (Canale 5, 1985-1986)
- Festival (Canale 5, 1987-1988)
- Sabato al circo (Canale 5, 1989-1990)
- Benvenuta Telecinco (Canale 5, 1990)
- Star 90 (Rete 4, 1990) giudici
- Bellissime (Canale 5, 1990)
- Risate il Capodanno (Canale 5, 1990)
- Bellezze al bagno (Canale 5, 1991)
- Il ficcanaso (Rete 4, 1991)
- Luna di miele (Rai 1, 1992)
- Il TG delle vacanze (Canale 5, 1992)
- Risate di cuore (Canale 5, 1993)
- Ma mi faccia il piacere (Italia 1, 1993)
- Le cose buone della vita (Italia 7, 1994)
- Regalo di Natale (Canale 5, 1995)
- Stupido Hotel (Rai 2, 2003)

### Da solista
- Domenica in (Rai 1, 1994-1997)
- Musica e Mare (Rete 4, 1997)
- Mezzanotte, angeli in piazza (Rai 1, Rai 2, 1998-1999)
- Vent'anni (Rai 2, 1998-1999)
- Mezzogiorno in famiglia (Rai 2, 1998-1999)
- Ballando con le stelle (Rai 1, 2009) – Concorrente

### Teatro
- Lo zio di città – scritto e diretto da Piero Moriconi, (Teatro Tirso de Molina, 2018)

### Doppiaggio
- Voce di Jake la tigre in Il dottor Dolittle

## Riconoscimenti
- 1984 – Telegatto per Premiatissima
- 1985 – Telegatto per commento televisivo a Miss Mondo
- 1991 – Telegatto per Sabato al Circo
- 2004 – Premio Walter Chiari, assegnato durante la rassegna Il Sarchiapone di Cervia
- 2006 – Premio Speciale per la serie televisiva Carabinieri, conferito durante il Festival di Villa Basilica a Lecce
- 2008 – Premio Speciale Totò alla 4ª edizione del Cabaret Festival a Pompei
- 2019 – Premio Remigio Paone – Sezione Cinema, Teatro, TV[12]
- 2025 - Premio Antenna d’Oro per la Tivvù in Campidoglio a Roma

## Onorificenze
Nel 2007 viene nominato Cavaliere di Malta.

## Opere
- Andrea Roncato, Ti avrei voluto, a cura di Luca Federico Garavaglia, Milano, Excelsior 1881, 2008, ISBN 978-88-6158-085-5.
- Antonio Santoriello, Non solo Loris Batacchi: intervista a Andrea Roncato, 2022, ISBN 979-8-4393-7259-1.